# 新名彩乃
新名 彩乃（にいな あやの、本名・旧芸名：松本 彩乃（まつもと あやの）、1988年2月4日 - ）は、日本の女性声優。群馬県出身。所属事務所はヴィムス。

## 略歴・人物
当初は声優志望ではなく、声優を目指していた姉が元々アニメ好きで、声優養成所のオーディションに応募していた。「じゃ、私も」くらいの気持ちで一緒に行ったが、新名だけ合格した。しばらくは、姉の視線が怖かった。当初はアニメに疎く、養成所のクラスメイトとアニメの話になると全然ついていけず、「よく声優になろうと思ったね」と言われて戸惑っていた。友人ができてからは、レッスンのために群馬県の実家から東京都へ出る日は小旅行気分で、アニメに詳しくなるにつれ、演技にもどんどんのめり込むようになったという。
アーツビジョン付属日本ナレーション演技研究所出身。
アイムエンタープライズを経て、ヴィムスに所属。
趣味・特技はサッカー観戦、歌唱、シュノーケリング、ショッピング、カラオケ、バレーボール、ネイルアート。
資格は普通自動車免許。

## 出演

### テレビアニメ
- 流星戦隊ムスメット（2004年、三色紅 / ムスメレッド）
- 乙女はお姉さまに恋してる（2006年、上岡由佳里[10]）
- おろしたてミュージカル 練馬大根ブラザーズ（2006年、マコ）
- 11eyes（2009年、リゼット・ヴェルトール / リーゼロッテ・ヴェルクマイスター）
- うみねこのなく頃に（2009年、マモン）
- 地獄少女 三鼎（2009年、あやめ）
- ちゅーぶら!!（2010年、木村、理穂、亜由美、女子生徒）
- STAR DRIVER 輝きのタクト（2010年、ワタナベ・カナコ / 頭取）
- ROBOTICS;NOTES（2013年、司会者）
- 金田一少年の事件簿R（2014年、谷河クリスティーナ）
- Go!プリンセスプリキュア（2015年、西峰あやか、学級委員、料理部員 他）

### OVA
- 無邪気の楽園（2014年、金子梨央） ※コミックス第6巻 特典DVD

### 劇場アニメ
- スタードライバー THE MOVIE（2013年、ワタナベ・カナコ[11]）

### ゲーム
2005年
- Memories Off #5 とぎれたフィルム

2006年
- étude prologue 〜揺れ動く心のかたち〜（佐伯瞳）
- 龍刻 RYU-KOKU（天咲）

2008年
- メモリーズオフ6 〜T-wave〜（遠峯りりす）

2009年
- 11eyes CrossOver（リゼット・ヴェルトール / リーゼロッテ・ヴェルクマイスター）
- Myself；Yourself〜それぞれのFinale〜（持田雛子）
- メモリーズオフ6 Next Relation（遠峯りりす）

2010年
- うみねこのなく頃に（2010年 - 2021年、マモン）- 3作品
- ケイオスリングス（ヴァティー）
- ぱすてるチャイムContinue（フィル・イハート）

2011年
- STAR DRIVER 輝きのタクト 銀河美少年伝説（ワタナベ・カナコ）

2014年
- アイドリズム（琴平さくら）

2015年
- ゆるかみ!（高崎ルマ）
- Go!プリンセスプリキュア シュガー王国と6人のプリンセス!（ビスキィ、メイプリル）
- 征戦!エクスカリバー（ベアトリーチェ）
- クイズRPG 魔法使いと黒猫のウィズ（モミジ・カキツバタ）

2016年
- 戦国乙女 〜LEGEND BATTLE〜（豊臣ヒデヨシ）

2017年
- 天空のクラフトフリート（2017年 - 2020年、ハル、アデル、フルーレ）
- モン娘☆は〜れむ（ミヅキ）

2018年
- アズールレーン（2018年 - 2019年、ダウンズ、クレイヴン） - 2作品

2022年
- セガNET麻雀MJ（豊臣ヒデヨシ）

2023年
- エムホールデム（豊臣ヒデヨシ）

2024年
- モンスターストライク（2024年 - 2025年、井原西鶴、西井原つるみ）
- ドールズフロントライン（CM901）

### 映画
- 時空警察ハイペリオン（2009年） - ニーナ・ケルガー

### バラエティ
- 衛星アニメ劇場（NHKBS2）2005年度ナビゲーター（かかずゆみの産休中の代理）
- 花の声優界! スター☆ボウリング（2005年 - 2008年、AT-X）アシスタント
  - 花の声優界! スター☆ボウリング プロダクション対抗ゲキ投SP
  - 花の声優界! スター☆ボウリング 新春から吠えて笑って大暴投SP
  - 花の声優界! スター☆ボウリング 人生投げずに玉投げて。みなさまのおかげサマーですSP
  - 花の声優界! スター☆ボウリング 天下分け目の春の陣! 富士山が境目ですSP
- 香取慎吾の特上!天声慎吾（2007年11月11日放送分）兄顔しずかの声、顔出しでも登場
- アニメ星人（チバテレビ） - 第22・23回、ゲスト出演
- ぼいすた! (BS-TBS) - 第14回(2011年07月03日放送)

### ラジオ
- まるみえムスメット（アニメイトTV、2004年10月 - 2005年3月） - 動画配信
- ラジオどっとあい 松本彩乃のゆうげん（ハート）ZICCO（文化放送インターネットラジオ、2005年1月 - 3月）
- TOKYO→NIIGATA MUSIC CONVOY（FM PORT、2006年8月担当）
- VOICE CREW（NACK5、2006年10月 - 2007年3月、18代目パーソナリティを下和田裕貴と共に務める）
- WEB RADIO おとボク 聖應女学院放送局（アニメイトTV、2007年9月 - 2007年9月、代理パーソナリティ）
- 集英学園大学 マン研（文化放送、2008年7月 - 2009年4月）
- 週刊アニたまがじん（ラジオ関西、2013年1月 - 3月）

### CD
- 愛の閃光（ムスメット（大沢千秋・川瀬晶子とのユニット））
- 乙女はお姉さまに恋してる キャラクターイメージソング PART.2（上岡由佳里）
- ドラマCD コーセルテルの竜術士物語（ノイ）
- マ・ジ・ヤ・バ / ベリマッ!（練馬大根ブラザーズ（松崎しげる・森久保祥太郎とのユニット））
- Candy Love / Memories Off6 〜T-wave〜 PERSONAL COLLECTION 1（遠峯りりす）
- TVアニメ「うみねこのなく頃に」フェア特典スペシャルレインボーCD（マモン）
- 新・百歌声爛 -女性声優編-
- ドラマCD 盟約のリヴァイアサン（ルナ・フランソワ・グレゴリー[23]）

### その他コンテンツ
- パチンコCR戦国乙女（豊臣ヒデヨシ）
- ボイスドラマ 川上ちひろ「後にも先にもキミだけ」（茉美[24]）

### シリーズ一覧
1. ↑  『アズールレーン』（2018年）、『クロスウェーブ』（2019年）